# Мьетта
Мье́тта (итал. Mietta), настоящее имя — Даниэ́ла Милье́тта (итал. Daniela Miglietta; 12 ноября 1969, Таранто, Италия) — итальянская певица и актриса.

## Биография
Даниэла Мильетта родилась 12 ноября 1969 года в Таранто (Италия).
Под псевдонимом Мьетта, Даниэла начала свою музыкальную карьеру в 1988 году и к 2011 году выпустила 11 музыкальных альбомов. С 1997 года Мьетта также начала сниматься в кино, а ещё позже озвучивать мультфильмы.